# Godfrey Heathcote
Pour les articles homonymes, voir Heathcote.
Godfrey Heathcote et un compositeur de problèmes d'échecs anglais né le 30 juillet 1870 et mort le 24 avril 1952. Considéré comme un maître dans la composition de problèmes avec mat modèle, Il fut président de la Britisch Chess Problem Society en 1951-1952. Il est considéré comme un des plus grands compositeurs anglais avec Percy Francis Blake et un des chefs de l'école anglaise de composition de 1890 à 1920.